# 金布雷 (明尼蘇達州)
金布雷（英語：Kinbrae，/ˈkɪnbreɪ/ KIN-bray）是一個位於美國明尼蘇達州諾布爾斯縣的城市。

## 人口
根據2020年美國人口普查的數據，金布雷的面積為2.61平方千米，當中陸地面積為2.25平方千米，而水域面積為0.36平方千米。當地共有人口10人，而人口密度為每平方千米4人。金布雷為明尼蘇達州人口最少的城市。